# Fulton (Teksas)
Fulton je gradić u američkoj saveznoj državi Teksas. Prema popisu stanovništva iz 2010. u njemu je živjelo 1.358 stanovnika.